# Quận Yuma, Arizona
Quận Yuma (tiếng Anh: Yuma County) là một quận nằm ở góc tây nam của tiểu bang Arizona, Hoa Kỳ. Tính đến năm 2007, dân số của nó được ước tính là 190.557, tăng 30.531 người kể từ khi số 2.000 điều tra dân số 160.026 2. Quận lỵ là Yuma.6
Quận Yuma là một phần của khu vực thống kê đô thị Yuma.
Sông Colorado phía Tây Nam của quận là một đường phân chia 4 bang giữa phía đông nam California và Tây Nam Arizona, và đông bắc tiểu bang Baja California, Mexico với bang Sonora phía tây bắc.
Theo Cục điều tra dân số Hoa Kỳ, quận có tổng diện tích là 5.519 dặm vuông (14.294 km ²), trong đó, 5.514 dặm vuông (14.281 km ²) là đất và 5 dặm vuông (13 km ²) của nó (0,09%) là diện tích mặt nước. Điểm thấp nhất trong tiểu bang Arizona nằm trên sông Colorado ở San Luis ở quận Yuma, nơi nó chảy ra của Arizona và thành Sonora ở Mexico.
Do vị trí của nó dọc theo biên giới Mỹ-Mexico, số lượng lớn người nước ngoài bất hợp pháp nhập cảnh vào Hoa Kỳ đi qua quận này một cách bất hợp pháp. Từ tháng mười-tháng bảy năm 2005, khoảng 124.400 dân bất hợp pháp nước ngoài đã bị bắt giữ trong khu vực, tăng 46% so với năm trước (Economist, 27 tháng 8 năm 2005).